# Хаслау-Мария-Элленд
Хаслау-Мария-Элленд (нем. Haslau-Maria Ellend) — коммуна (нем. Gemeinde) в Австрии, в федеральной земле Нижняя Австрия.
Входит в состав округа Брук-на-Лайте. Население составляет 2026 человек (на 1 января 2006 года). Занимает площадь 24,83 км². Официальный код — 3 07 11.

## Политическая ситуация
Бургомистр коммуны — Хельмут Фриц (СДПА) по результатам выборов 2005 года.
Совет представителей коммуны (нем. Gemeinderat) состоит из 19 мест.
- СДПА занимает 10 мест.
- АНП занимает 8 мест.
- Зелёные занимают 1 место.